# Рульовий літак Тип 3
Рульовий літак Тип 3 (яп. 三型滑走機, Санґата Кассо: кі) — навчальний літак початкового рівня для ознайомлення пілотів з приладами і навчання руління по аеродрому Імперської армії Японії розроблений в Інженерному відділі Армії. Через специфіку навчання літак не потребував можливості підніматись в повітря. «Тип 3» був основним таким тренером до 1925 року, але також використовувались «Тип 1» і «Тип 2».

## Історія
Прислухавшись до порад Французької авіаційної місії, яка прибула в Японію в 1919 році, Імперська армія Японії вирішила організувати базове навчання пілотів на нелітаючих машинах для ознайомлення з літаками і правилами таксування. Початково використовувались три моноплани Morane-Saulnier MS.129 і два старі моноплани Nieuport IV з вкороченими крилами. Пізніше ще декілька MS.129 було збудовано по ліцензії, і ці літаки отримали назву Рульовий літак Тип 3  (яп. 一型滑走機, Ічіґата Кассо: кі).
Використовуючи дизайн навчального Nieuport 81, дослідницький відділ авіації Армії в Токородзаві розробив навчальний біплан. Після видалення нижнього крила, вкорочення верхнього і заміну двигуна на менш потужний був створений прототип наземного навчального Рульового літака Тип 2  (яп. 二型滑走機, Ніґата Кассо: кі). Це був суцільно дерев'яний моноплан з тканинним покриттям. В 1919 році було побудовано три такі літаки з двигунами Gnome Omega, і після проведення тестових виїздів, в 1920 році, Армія замовила ще 7 екземплярів в Токородзаві, і ще 5 в компанії Nakajima. Станом на 1920 рік наземний «Тип 2» коштував армії 3720 єн, а літаючий Nieuport 81 коштував 6228 єн.
Після створення «Типу 2» дослідницький відділ в Токородзаві продовжив роботу над наземним навчальним літаком з метою здешевити виробництво. Для цього використали менш потужний 3-циліндровий радіальний двигун Anzani з дволопатевим гвинтом Ratmanoff. Передню частину фюзеляжу оббили фанерою, але решта покриття було тканинним. Новий дизайн меншого і легшого літака нагадував Blériot XI, а також мав захист капота для випадків перекидання літака, але його прибрали на серійних версіях. Загалом в Токородзаві побудували 30 літаків «Тип 3», і вони активно використовувались до 1926 року, коли армія прийняла на озброєння «Тип Кі-1» (Hamiot HD-14) і в цілому відмовилась від окремих навчальних літаків наземного типу.

## Технічні характеристики («Тип 2»)
Дані з Japanese Aircraft 1910—1941
- Екіпаж: 1 особа
- Площа крил: 12,5 м²
- Маса пустого: 388 кг
- Маса спорядженого: 502 кг
- Двигун: 7-ми циліндровий Gnome Omega повітряного охолодження
- Потужність: 50 к. с.
- Гвинт: Дволопатевий дерев'яний гвинт